# Talladega
 Talladega és una població dels Estats Units a l'estat d'Alabama. Segons el cens del 2000 tenia 15.143 habitants.

## Demografia
Segons el cens del 2000, Talladega tenia 15.143 habitants, 5.836 habitatges, i 3.962 famílies La densitat de població era de 244,9 habitants/km².
Dels 5.836 habitatges en un 30% hi vivien nens de menys de 18 anys, en un 43,7% hi vivien parelles casades, en un 19,7% dones solteres, i en un 32,1% no eren unitats familiars. En el 29,5% dels habitatges hi vivien persones soles el 13,2% de les quals corresponia a persones de 65 anys o més que vivien soles. El nombre mitjà de persones vivint en cada habitatge era de 2,42 i el nombre mitjà de persones que vivien en cada família era de 2,97.
Per edats la població es repartia de la següent manera: un 25,6% tenia menys de 18 anys, un 10,6% entre 18 i 24, un 25,2% entre 25 i 44, un 22,8% de 45 a 60 i un 15,8% 65 anys o més.
L'edat mediana era de 37 anys. Per cada 100 dones hi havia 85,2 homes. Per cada 100 dones de 18 o més anys hi havia 79 homes.
La renda mediana per habitatge era de 29.617 $ i la renda mediana per família de 36.296 $. Els homes tenien una renda mediana de 27.951 $ mentre que les dones 21.326 $. La renda per capita de la població era de 15.733 $. Aproximadament el 14,1% de les famílies i el 19% de la població estaven per davall del llindar de pobresa.

## Poblacions properes
El següent diagrama mostra les poblacions més properes.